# Топузево
Топу́зево (болг. Топузево) — село в Сливенській області Болгарії. Входить до складу общини Котел.

## Населення
За даними перепису населення 2011 року у селі проживали 126 осіб, з них 125 осіб (99,2 %) — турки.
Розподіл населення за віком у 2011 році:
Динаміка населення: